# Shering Wachtmeister
Erik Melcher Shering (Ted) Wachtmeister af Johannishus, född 14 juli 1892 på Tistad slott i Bärbo församling, död 18 december 1975 på Nääs säteri i Bärbo församling, var en svensk greve, jurist och reservofficer.

## Biografi
Wachtmeister var son till universitetskanslern, greve Fredrik Wachtmeister och friherrinnan Louise af Ugglas. Efter studentexamen på Lundsbergs skola 1911 och avlade han juris kandidatexamen i Uppsala 1918. Wachtmeister var attaché vid Utrikesdepartementet (UD) 1918–1922. Han tog reservsofficersexamen 1915 och var fänrik vid Kronprinsens husarregementes (K 7) reserv 1915. Han befordrades till underlöjtnant 1918, löjtnant 1923 och var ryttmästare i kavalleriets reserv 1942–1959.
Han var ägare av och bebodde Nääs säteri. Wachtmeister var styrelseordförande i Jönåkers häradsallmänning från 1933, Södermanlands läns brandförsäkringsbolag 1946–1963, Skandinaviska Bankens avdelningskontor i Nyköping 1954–1963 och hade olika kommunuppdrag till 1951.
Wachtmeister gifte sig första gången 1920 med Margaretha Huitfeldt (1900–1926), dotter till kommendörkapten Hugo Huitfeldt och Signe Stang. Han gifte sig andra gången 1929 med Adrienne De Geer (1908–1996), dotter till major Wilhelm De Geer och Thomasine Funck. I första äktenskapet var han far till Bengt (1921–2006) och Nils (1923–2003), i det andra till Thomas ("Tom") (1931–2011), Ian (1932–2017), Georg (född 1940) och Sten (född 1945).
Shering Wachtmeister är begravd på Bärbo kyrkogård tillsammans med sina båda hustrur.

## Utmärkelser
- Riddare av Vasaorden (RVO) [5]
- Riddare av Bulgariska Civilförtjänstorden (RBulgCfO) [7]